# تکلا برون لی
تکلا برون لی (انگلیسی: Thekla Brun-Lie؛ زادهٔ ۲ سپتامبر ۱۹۹۲) ورزشکار دوگانه اهل نروژ است.